# OGLE-2005-BLG-169Lb

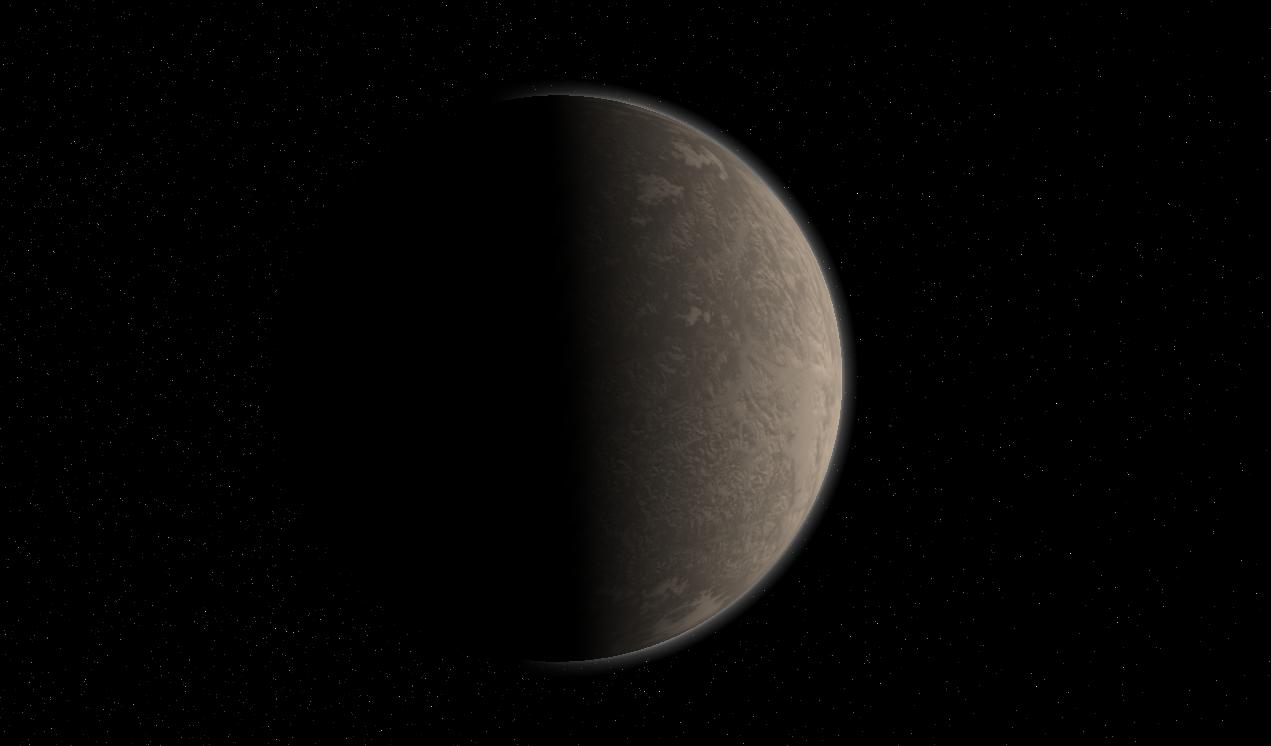

OGLE-2005-BLG-169Lb는 궁수자리 방향으로 지구로부터 약 2,700 파섹 떨어진 곳에 있는 외계 행성이다.모항성은 OGLE-2005-BLG-169L로, 적색 왜성일 확률이 높다. 미시 중력 렌즈 관측법을 이용, OGLE 계획을 통해 발견되었다. 어머니 항성의 질량이 태양의 약 0.49 배라고 가정하면 행성 질량은 지구의 약 13 배 정도이다. 예상 질량과 표면 온도는 태양계의 천왕성과 비슷하다. 두 가지 가설이 있는데, 하나는 천왕성과 같은 얼음 가스 행성이라는 설과 다른 하나는 ‘대기가 이탈하여 알맹이만 남은, 거대 암석 행성’이라는 가설이다.

## 같이 보기
- OGLE-2005-BLG-390Lb